# Philadelphia Phillies

Cap Logo

Philadelphia Phillies is een Amerikaanse honkbalclub uit Philadelphia, Pennsylvania. De club is opgericht in 1883.
Ze spelen hun wedstrijden in de Major League Baseball. Ze komen uit in de Eastern Division van de National League. Het stadion van de Phillies heet Citizens Bank Park. Ze hebben twee keer de World Series gewonnen: in 1980 en in 2008. In 2022 speelden de Phillies voor het laatst de World Series, er werd met 2 - 4 verloren van de Houston Astros.

## Erelijst
- Winnaar World Series (2×): 1980, 2008
- Runners-up World Series (6×): 1915, 1950, 1983, 1993, 2009, 2022
- Winnaar National League (8x): 1915, 1950, 1980, 1983, 1993, 2008, 2009, 2022
- Winnaar National League East (11×): 1976, 1977, 1978, 1980, 1983, 1993, 2007, 2008, 2009, 2010, 2011
- Winnaar National League Wild Card (van 1994 t/m heden) (2×): 2022, 2023
- National League Wild Card Series (2020 en sinds 2022) (2×): 2022, 2023